# 구드래
구드래는 충청남도 부여군 부여읍 쪽에 있는 금강 나루로  백제시대에 도성인 사비성을 출입하는 항구와도 같은 큰 나루였다. 2009년 12월 9일 대한민국의 명승 제63호로 지정되었다.

## 역사
구드래라는 이름은 '큰 나라'라는 말이라는 설도 있으며 백제에서 왕이나 왕족을 칭하던 말인 '어라하'라는 말에 큰이라는 뜻인 '구'가 결합하여 만들어졌다는 설도 있다. 백제의 사비성의 나루라는 의미를 가지고 있다. 일본에서 백제를 부르는 말이 '구다라' 인데 이 구드래 나루의 이름에서 유래 했다는 설도 있다.

## 구드래 조각공원
현재 백마강을 오르내리는 유람선의 선착장으로 사용되고 있다. 구드래 나루터는 1985년도에 국민관광단지로 지정되어 지역 출신 유명 조각가 작품 30점과 1999년도 국제현대조각 심포지움에 참가한 국내·외 유명 조각가의 작품 29점 등 총 59점의 조각 작품을 모아 놓은 공원이 조성되어 있다. 공원내에는 "백마강과 물새가 울고,일엽편주 돛단배를 홀로 저어가는 사공"으로 시작하여 널리 알려진 '백마강 달밤 노래비'가 세워져 있다.

## 명승 지정
'구드래'는 부소산 서쪽 기슭의 백마강 가에 있는 나루터 일대를 말한다.
이 명칭은 ‘구들돌’이라는 말에서 나온 것으로 추측하는데,『삼국유사』에 의하면, 백제왕이 왕흥사에 예불을 드리러 가다 사비수 언덕 바위에 올라 부처님을 향해 절을 하자, 바위가 저절로 따뜻해져서 이 곳을 ‘자온대(自溫臺)’라 부르게 되었고, 그 이름에서 구들돌, 그리고 다시 구드래로 변하여 구드래라는 이름이 유래되었다는 견해가 있다. 
또한 백제를 오가는 왜의 배들이 구드래 나루터를 통해 백제의 수도인 사비에 들어 왔다. 일본이 백제를 일컫는 말인 "쿠다라"가 이 구드래에서 유래됐다는 설이 있다. 
구드래 나루를 건너 울성산 남쪽 기슭에는 백제 법왕 2년(600)에 세운 왕흥사가 있고, 옛 문헌에 ‘사비의 강’으로 기록된 백마강이 부소산 기슭을 따라 흐르고 있다. 백마강 양쪽에는 왕흥사와 호암리절터, 부소산성, 부여나성을 비롯한 당시의 유적들이 많이 분포되어 있는데, 아름다운 자연경관과 소중한 문화유산이 조화를 이루고 있는 곳으로 중요한 유적이다.

## 참고 자료
- 구드래 - 국가유산청 국가유산포털